# Rybarzowice, Silezia Inferioară
Rybarzowice [rɨbaʐɔˈvitsɛ][rɨbaʐɔˈvit͡sɛ] (în germană Reibersdorf) este un fost sat în districtul administrativ Gmina Bogatynia, powiatul Zgorzelec, voievodatul Silezia Inferioară din sud-vestul Poloniei, în apropiere de granițele cu Republica Cehă și Germania. Anterior anului 1945 a aparținut Germaniei. După cel de-al Doilea Război Mondial populația de etnie germană a fost expulzată și înlocuită cu polonezi.
Această localitate se afla la aproximativ 5 km sud-vest de Bogatynia, 29 km sud de Zgorzelec și 152 km vest de capitala regională Wrocław.
Ultimele clădiri din sat au fost demolate în anul 2000, ca urmare a extinderii exploatării miniere de lignit în această zonă.